# Гайслер, Хайнер
Хайнер Гайслер (нем. Heiner Geißler; 3 марта 1930, Оберндорф-ам-Неккар — 11 сентября 2017, Глайсвайлер) — немецкий политический, государственный и общественный деятель, юрист, публицист, депутат Бундестага, федеральный министр по делам молодёжи, семьи и здравоохранения (1982—1985),  генеральный секретарь Христианско-демократического союза Германии (1977—1989), вице-президент Центристского демократического интернационала (1977—1980). Доктор юридических наук (1960).

## Биография
До 1957 года изучал право и философию в университетах Мюнхена и Тюбингена. В 1960 году получил степень доктора юридических наук в Тюбингенском университете. С 1962 года работал судьёй в суде Штутгарта. В том же году перешёл на должность офис-менеджера в Министерство труда и социального обеспечения земли Баден-Вюртемберг.
Вступил в ХДС. В 1965—1967 годах был депутатом Бундестага.
С 1967 по июнь 1977 года был министром правительства земли Рейнланд-Пфальцв правительстве премьер-министров Петера Альтмейера, Гельмута Коля и Бернхарда Фогеля. В это время при нём был принят первый закон о детских садах, проведены первые государственные социальные реформы. В 1971—1979 годах — депутат Ландтага.
С 1977 по 1989 год был  генеральным секретарём ХДС под руководством Коля, формируя стратегию и проводя избирательные кампании. Был широко известен как главный архитектор избрания Коля на пост канцлера в 1982 году. В последующие годы он удерживал партию на центристских позициях.
В 1980 г. вновь стал депутатом Бундестага.
С 1982 по 1985 год при канцлере Коле Х. Гайслер занимал пост федерального министра, возглавляя министерство по делам молодежи, семьи и здравоохранения.
После того, как христианские демократы проиграли выборы в Западном Берлине и Франкфурте в 1989 году, появились сообщения о замене Гайслера. Впоследствии Гайслер был вынужден уйти в отставку.
Гайслер оставался членом Бундестага до 2002 года в качестве члена парламента от своей земли Рейнланд-Пфальц. С 1991 по 1998 год был заместителем председателя парламентской группы ХДС/ХСС под руководством председателя Вольфганга Шойбле.